# Epamera jordanus
Epamera jordanus är en fjärilsart som beskrevs av Otto Staudinger 1897. Epamera jordanus ingår i släktet Epamera och familjen juvelvingar. Inga underarter finns listade i Catalogue of Life.